# Kirkjubæjarklaustur
Kirkjubæjarklaustur (in lingua islandese: convento della chiesa della fattoria) è un villaggio di circa 120 abitanti, situato nel sud dell'Islanda a metà strada tra Vík í Mýrdal ed Höfn, ed attraversato dall'Autostrada 1 islandese, la Hringvegur. Fa parte del comune di Skaftárhreppur.

## Descrizione
Il villaggio è di notevole interesse storico: si ritiene che prima ancora della comparsa dei primi insediamenti in Islanda, alcuni monaci irlandesi vivessero qui. Dal 1186 per circa 400 anni, fino al tempo delle riforme, Kirkjubæjarklaustur è stato sede di un noto monastero di suore benedettine, dal quale prendono il nome una cascata (Systrafoss, letteralmente cascata delle sorelle) ed un lago (Systravatn, lago delle sorelle) situato nella zona collinare circostante. Diverse storie folkloristiche narrano di questo monastero, facendo riferimento a suore virtuose così come a suore peccatrici, e menzionando un tesoro presente nel lago.
Oggi il villaggio è un importante centro di servizi per le fattorie della regione e per i turisti. Molti abitanti di Reykjavík, la capitale d'Islanda, possiedono delle capanne in prossimità di uno dei laghi vicini, e sono soliti alloggiarvi nel fine settimana. La prosperità del villaggio è in gran parte dovuta alla sua locazione: Kirkjubæjarklaustur si trova infatti vicino ad attrazioni turistiche quali i crateri di Laki, la faglia di Eldgjá, ed il Parco nazionale di Skaftafell.
Un'ulteriore attrazione turistica vicina al villaggio è il curioso fenomeno geologico di Kirkjugólf (letteralmente Pavimento della Chiesa), un lastricato basaltico naturale, costituito di colonne di basalto profondamente interrate, delle quali emergono solo le estremità superiori; dal 1987 fa parte dei monumenti naturali islandesi.

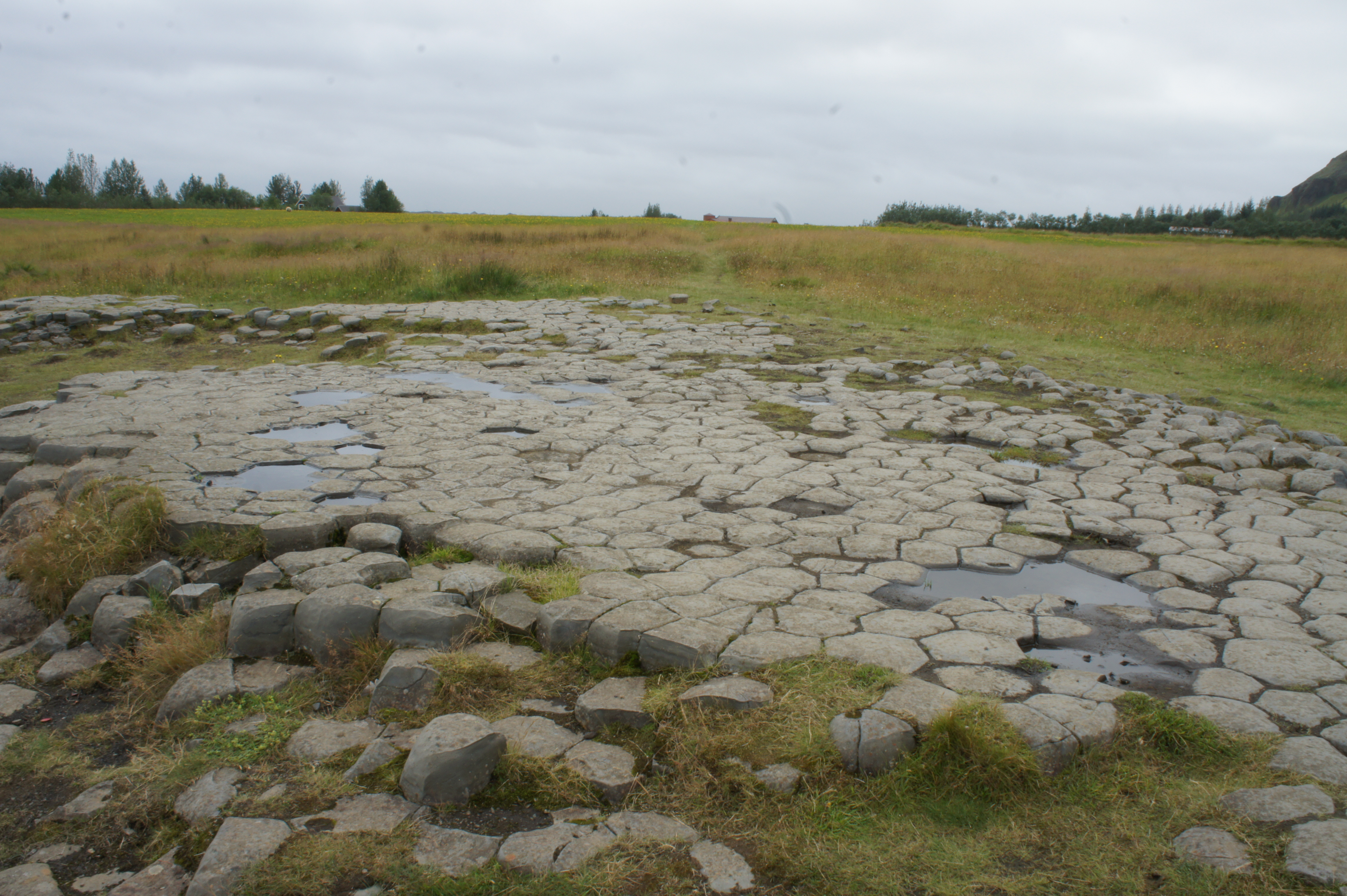
La pavimentazione basaltica naturale chiamata Kirkjugólf (in lingua islandese: pavimento di chiesa)